# Dietrich V./VII. (Kleve)

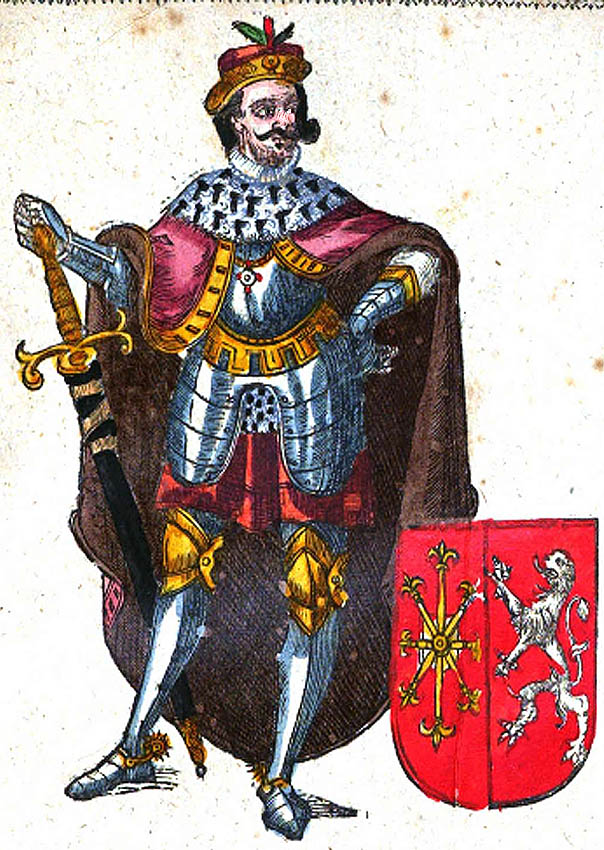
Dietrich V./VII. (Kleve)

Dietrich V./VII. (* um 1226; † 1275) war von 1260 bis 1275 Graf von Kleve. Während er in der älteren Forschung als Dietrich VII. (gelegentlich auch als Dietrich VI.) bezeichnet wird, wird er in der jüngeren, auf Kraus basierenden Forschung als Dietrich V. gezählt.

## Leben
Dietrich war der älteste Sohn aus der zweiten Ehe Graf Dietrichs IV./VI. von Kleve mit Hedwig von Meißen und wurde um 1226 geboren. Ursprünglich war er nicht für das Grafenamt vorgesehen; aber mit dem frühen Tod seines älteren Halbbruders Dietrich primogenitus († 1245) rückte er in der Erbfolge nach. Seit 1255 war er mit Aleidis, Tochter des Heinrich I. von Heinsberg verheiratet, die umfangreiche Besitztümer, (Hülchrath und Saffenburg) in die Ehe mitbrachte. Seit 1255 regierte er selbständig Hülchrath und die südlichen Teile der Grafschaft Kleve, bis er 1260 das väterliche Erbe antrat. Dietrich V./VII. hatte sich zeitweise mit seinem jüngeren Bruder Dietrich Luf auseinanderzusetzen, der sich aus dem Recht seiner Gemahlin als Graf von Saarbrücken nicht halten konnte. Unter Dietrich V./VII. wurde Dinslaken, Orsoy, Büderich und vielleicht auch Huissen und Kranenburg das Stadtrecht verliehen. Nach seinem Tod wurde er vermutlich in der Klosterkirche von Bedburg beigesetzt.